# I tre moschettieri del Missouri
I tre moschettieri del Missouri (Bad Men of Missouri) è un film del 1941 diretto da Ray Enright.
È un film d'avventura a sfondo western statunitense con Dennis Morgan, Jane Wyman e Wayne Morris.

## Produzione
Il film, diretto da Ray Enright su una sceneggiatura di Charles Grayson, Lester Cole, Hal Long, Allen Rivkin, Harold Shumate, Charles L. Tedford e Barry Trivers e un soggetto di Robert E. Kent, fu prodotto da Harlan Thompson per la Warner Bros. e girato nell'Iverson Ranch a Chatsworth, nel ranch di Corriganville a Simi Valley, nella contea di Tuolumne e a Sonora, in California, dal 18 marzo all'inizio di maggio 1941. Il film doveva originariamente essere diretto da Ben Stoloff.

## Colonna sonora
- When Johnny Comes Marching Home (1863) - musica di Louis Lambert
- Gwine to Rune All Night - ("De Camptown Races") (1850) musica di Stephen Foster
- Polly Wolly Doodle
- Beautiful Dreamer (1862) - musica di Stephen Foster
- Darling Nellie Gray (1856) - scritta da Benjamin Russell Hanby, suonata da Russell Simpson e Sam McDaniel, cantata da Dennis Morgan
- Pop Goes the Weasel - tradizionale

## Distribuzione
Il film fu distribuito con il titolo Bad Men of Missouri negli Stati Uniti dal 26 luglio 1941 al cinema dalla Warner Bros.
Altre distribuzioni:
- in Svezia il 13 novembre 1942 (3 rebeller)
- in Finlandia il 28 giugno 1946 (3 kapinoitsijaa)
- in Canada nel 1947
- negli Stati Uniti il 4 ottobre 1947 (redistribuzione)
- in Germania Ovest il 12 giugno 1959 (Die Rächer von Missouri)
- in Italia (I tre moschettieri del Missouri)
- in Grecia (Treis yperohoi alites)
- in Brasile (Três Homens Maus)

## Promozione
Tra le tagline:
- The roaring epic of the bandit-heroes who out-shot the James Boys and out-rode the Daltons!
- HOLDUP!..By might they take what is their by right!